# Tilmann Köhler
Tilmann Köhler (* 1979 in Weimar) ist ein deutscher Theaterregisseur.

## Leben
Köhler studierte von 2001 bis 2005 Regie an der Hochschule für Schauspielkunst „Ernst Busch“ Berlin. Vor seinem Studium war er zunächst Schauspieler und Regisseur an der Theaterfabrik des Theater Altenburg-Gera. Ab 2005 war er als Hausregisseur am Deutschen Nationaltheater Weimar tätig. Von 2009 bis 2016 war Tilmann Köhler Hausregisseur am Staatsschauspiel Dresden und leitete das Schauspielstudio. Mit seiner Inszenierung von Krankheit der Jugend war er 2007 zum Berliner Theatertreffen eingeladen. 2008, 200 Jahre nach der Erstveröffentlichung, inszenierte er Goethes Faust I am Deutschen Nationaltheater Weimar. Für seine Inszenierung von Bertolt Brechts Die heilige Johanna der Schlachthöfe erhielt er den Kurt-Hübner-Regiepreis 2009, den Förderpreis für junge Regisseure des Gertrud-Eysoldt-Rings. Weitere Arbeiten entstanden u. a. am Maxim Gorki Theater Berlin, am Schauspiel Stuttgart, am Deutschen Theater Berlin, am Deutschen Schauspielhaus Hamburg, am Theater Basel und an der Oper Frankfurt. Er realisierte außerdem Inszenierungen in São Paulo, in Taipeh, am Moskauer Künstlertheater, in Gwangju/ Korea und am Nationaltheater Bratislava.

## Werke

### Inszenierungen (Auswahl)
- "Lila dit ca – Sagt Lila" nach der gleichnamigen Erzählung von Chimo, Theaterfabrik des Theaters Altenburg-Gera 2000. Einladung zum Theatertreffen der Jugend 2001[6]
- "Choephoren" von Aischylos, BAT Berlin 2004.[7] Ausgezeichnet beim Schauspielschultreffen 2004 mit dem Ensemblepreis
- "Penthesilea" von Heinrich von Kleist, BAT Berlin/ Deutsches Nationaltheater Weimar 2005[8]
- "Der Drache" von Jewgeni Schwarz, Deutsches Nationaltheater Weimar 2006[9]
- "Krankheit der Jugend" von Ferdinand Bruckner, Deutsches Nationaltheater Weimar 2006.[10] Einladung zum Berliner Theatertreffen 2007
- "Amoklauf mein Kinderspiel" von Thomas Freyer, Uraufführung, Deutsches Nationaltheater Weimar/ Theater an der Parkaue 2006.[11] Einladung zum Festival Premières Strasbourg, Einladung zum Deutschen Kinder- und Jugendtheatertreffen "Augenblick Mal! 2007",
- "Othello" von William Shakespeare, Deutsches Nationaltheater Weimar 2006.[12] Einladung zu Radikal Jung – Das Festival junger Regisseure 2007
- "Separatisten" von Thomas Freyer, Uraufführung, Maxim Gorki Theater 2007[13]
- "Die Höhle vor der Stadt in einem Land mit Nazis und Bäumen" von Tine Rahel Völker,[14] Uraufführung, Deutsches Nationaltheater Weimar/ Maxim Gorki Theater 2007[15]
- "Faust" von Johann Wolfgang von Goethe, Deutsches Nationaltheater Weimar 2008[16]
- "Hamlet" von William Shakespeare, Maxim Gorki Theater 2008[17].
- "Und in den Nächten liegen wir stumm" von Thomas Freyer, Uraufführung, Schauspiel Hannover 2008. Einladung zum Heidelberger Stückemarkt 2009
- "Haut aus Gold" von Tine Rahel Völcker und Alexandre dal Farra, Uraufführung, Maxim Gorki Theater/ São Paulo 2008[18]
- "Die heilige Johanna der Schlachthöfe" von Bertolt Brecht, Staatsschauspiel Dresden 2009.[19] Einladung zum Theaterfestival Facyl, Salamanca
- "Italienische Nacht" von Öden von Horvath, Staatsschauspiel Dresden 2010. Ausgezeichnet mit dem Günther-Rühle-Preis 2010[20]
- "Das halbe Meer" von Thomas Freyer, Uraufführung, Staatsschauspiel 2011[21]
- "Der Kaufmann von Venedig" von William Shakespeare, Staatsschauspiel Dresden 2011.[22] Einladung zum Festival de Teatro Clásico de Almagro, Shakespeare Festival Schloss Kronborg
- "Nichts. Was im Leben wichtig ist" von Janne Teller, Staatsschauspiel Dresden 2012.[23] Ausgezeichnet beim Schauspielschultreffen mit dem Max-Reinhardt-Preis[24]
- "Der goldene Drache" von Roland Schimmelpfennig, Erstaufführung auf Mandarin, Produktion des Taipei Arts Festival 2012[25]
- "Der geteilte Himmel" nach der Erzählung von Christa Wolf, Staatsschauspiel Dresden 2013[26]. Einladung zum Sächsischen Theatertreffen[27], Einladung zum Eurokontext Festival Bratislava 2015[28]
- "Teseo" von Georg Friedrich Händel, Oper Frankfurt 2013[29]
- "King Arthur" von Henry Purcell und John Dryden, Staatsschauspiel Dresden/ Semperoper Dresden 2013[30]
- „Jugend ohne Gott“ nach dem Roman von Öden von Horvath, Deutsches Theater Berlin 2013[31]
- "Der aufhaltsame Aufstieg des Arturo Ui" von Bertolt Brecht, Staatsschauspiel Dresden 2014[32]
- "Mario und der Zauberer" von Thomas Mann, Schauspiel Stuttgart 2014[33]
- "Drei Schwestern" von Anton Tschechov, Staatsschauspiel Dresden 2014[34]
- "Mein deutsches deutsches Land"  von Thomas Freyer, Uraufführung, Staatsschauspiel Dresden 2014[35]. Einladung zu den Autorentheatertagen Berlin 2015[36]
- "Macbeth" von William Shakespeare, Deutsches Theater 2015[37]
- "Maß für Maß" von William Shakespeare, Staatsschauspiel Dresden 2015[38]
- "Johanna von Orleans" von Friedrich Schiller, Schauspielhaus Hamburg 2015[39]
- "Radamisto" von Georg Friedrich Händel, Oper Frankfurt 2016[40]
- "Xerxes" von Georg Friedrich Händel, Oper Frankfurt 2017[41]
- "Rodáci" von Valeria Schulczová und Roman Olekšák, Uraufführung, Slowakisches Nationaltheater Bratislava 2017[42]
- "Die schwarze Spinne" nach der Erzählung von Jeremias Gotthelf, Theater Basel 2017[43]
- "Das Versprechen" nach der Erzählung von Friedrich Dürrenmatt, Düsseldorfer Schauspielhaus 2017[44]
- "Medea.Stimmen" nach dem Roman von Christa Wolf, Deutsches Theater 2018[45]
- "Odyssee" von Roland Schimmelpfennig, Uraufführung, Staatsschauspiel Dresden 2018.[46] Einladung zum Eurokontext Festival Bratislava 2019[47]
- "Coriolan" von William Shakespeare, Düsseldorfer Schauspielhaus 2019[48]
- "Der Riss durch die Welt“ von Roland Schimmelpfennig, Uraufführung, Residenztheater München 2019[49]. Einladung Heidelberger Stückemarkt 2020[50]
- "Stummes Land“ von Thomas Freyer, Uraufführung, Staatsschauspiel Dresden 2020[51]. Einladung Mülheimer Theatertage 2021[52]
- "Kleiner Mann, was nun?“ von Hans Fallada, Düsseldorfer Schauspielhaus 2021[53][54]
- "Von schlechten Eltern“ von Tom Kummer, Uraufführung, Bühnen der Stadt Bern 2021[55]
- "Bianca e Falliero“ von Gioachino Rossini, Oper Frankfurt/ Tiroler Festspiele Erl 2022[56]
- "Undine“ von Albert Lortzing, Oper Leipzig 2022[57]
- "Das Leben ist Traum“ von Calderón de la Barca, Staatsschauspiel Dresden 2023[58][59]
- "Le Vin Herbé“ von Frank Martin, Oper Frankfurt 2023[60]
- "Le Nozze di Figaro“ von Wolfgang Amadeus Mozart, Oper Frankfurt 2023[61]

## Auszeichnungen
- 2007: Einladung zum Berliner Theatertreffen mit Krankheit der Jugend am Deutschen Nationaltheater Weimar
- 2009: Kurt-Hübner-Regiepreis für Die heilige Johanna der Schlachthöfe am Staatsschauspiel Dresden